# Giorni di Marzo
I Giorni di Marzo o gli Eventi di Marzo (in azero Mart hadisələri) fu un periodo di conflitti e scontri interetnici che portarono alla morte di circa 12 000 azeri e di civili musulmani. Ebbero luogo tra il 30 marzo e il 2 aprile 1918 nella città di Baku e nelle aree adiacenti del Governatorato di Baku della Repubblica Federale Democratica Transcaucasica.
Facilitati da una lotta per il potere politico tra i bolscevichi con il sostegno della Federazione Rivoluzionaria Armena (Dashnaktsutiun) da una parte, e del partito azero del Musavat dall'altra, gli eventi portarono alle voci di una possibile rivolta musulmana da parte delle forze bolsceviche e del Dashnak e successivamente all'istituzione della Comune di Baku di breve durata nell'aprile 1918.
La maggior parte delle fonti e dei resoconti storici interpretano gli eventi di marzo nel contesto dei disordini della guerra civile, mentre le fonti azere contemporanee si riferiscono ufficialmente ai giorni di marzo come un genocidio (soyqırım). Questi eventi furono seguiti dai Giorni di Settembre in cui 10 000 armeni etnici furono massacrati dall'Esercito islamico del Caucaso e dai loro alleati azeri locali dopo aver conquistato Baku.

## Panoramica

### Situazione politica

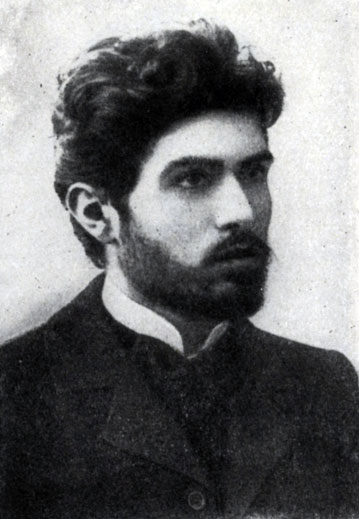
Immagine da giovane di Stepan Shahumyan, leader armeno del Soviet bolscevico di Baku.

Dopo la Rivoluzione russa di febbraio, venne istituito un Comitato speciale transcaucasico, comprendente i rappresentanti armeni, azeri e georgiani, per amministrare parti del Caucaso meridionale sotto il controllo del Governo provvisorio russo. Dopo la Rivoluzione d'ottobre, l'11 novembre 1917, il Comitato fu sostituito dal Commissariato Transcaucasico, noto anche come Sejm, con sede a Tbilisi. Il Sejm si oppose al bolscevismo e cercò la separazione del Caucaso meridionale dalla Russia bolscevica. Per impedire ciò, il 13 novembre 1917, un gruppo di bolscevichi e socialisti-rivoluzionari di sinistra (SR) proclamò il Soviet di Baku, un organo di governo che assunse il potere sul territorio del Governatorato di Baku sotto la guida del bolscevico Stepan Shahumyan. Sebbene il Soviet di Baku includesse azeri e armeni che non erano né bolscevichi né necessariamente simpatizzanti verso le idee bolsceviche, i due partiti nazionalisti e membri del Sejm, il Musavat e la Federazione Rivoluzionaria Armena, rifiutarono di riconoscerne l'autorità. Il Musavat con sede a Baku dominava i Consigli nazionali musulmani (MNC), un organo rappresentativo che formò alla fine il primo Parlamento della Repubblica Democratica dell'Azerbaigian (ADR). Mammad Hasan Hajinski presiedette il Comitato esecutivo temporaneo per le multinazionali, mentre Mammed Amin Rasulzade, Alimardan Topchubashev, Fatali Khan Khoyski e altre figure politiche di spicco furono tra i 44 delegati azeri al Sejm. Nel frattempo, l'ARF, che si era stabilita a Tbilisi, formò una delegazione armena di 27 membri al Sejm. Il leader del Soviet di Baku, Shahumyan, mantenne i contatti con l'ARF e la considerò una fonte di sostegno per eliminare l'influenza del Musavat a Baku. È interessante notare che durante i Giorni di Marzo del 1918, uno dei fondatori dell'ARF, Stepan Zorian, era presente a Baku.
Dopo la Rivoluzione d'ottobre, l'esercito russo crollò e le sue unità fuggirono in massa dalle linee del fronte, spesso molestando i residenti locali. Il Sejm, preoccupato per la situazione, istituì un Consiglio militare delle nazionalità, con rappresentanti armeni, azeri e georgiani, che disponeva di truppe. Quando un folto gruppo di soldati russi si ritirò dal fronte ottomano nel gennaio 1918, il capo del consiglio, il menscevico georgiano Noe Ramishvili, ordinò il loro disarmo. I soldati russi furono fermati vicino alla stazione di Shamkhor e, su rifiuto di arrendersi, furono attaccati dalle bande azere in quello che divenne noto come il Massacro di Shamkhor. Il Soviet di Baku sfruttò questo evento a suo favore contro il Sejm.
Il 10-24 febbraio 1918, il Sejm adottò una dichiarazione di indipendenza, proclamando la Repubblica Federativa Democratica Transcaucasica. Nel frattempo, per sostenere la resistenza armena contro l'Impero ottomano, il governo britannico tentò di riorganizzare e addestrare un gruppo di armeni del Caucaso sotto la guida del generale Lionel Dunsterville a Baghdad. Gli alleati avevano anche fornito agli armeni 6 500 000 rubli ($ 3 250 000 del valore del 1918) per assisterli finanziariamente. Inoltre, l'Organizzazione nazionale armena del Caucaso formò un comitato militare armeno a Pietrogrado sotto il generale Bagradouni e inviò tutto il personale militare armeno sparso in tutta la Russia a mobilitarsi sul fronte del Caucaso. In risposta a questa chiamata, all'inizio di marzo 1918, un gran numero di armeni si era riunito a Baku, alleandosi a un gruppo di 200 ufficiali addestrati accompagnati dal generale Bagradouni e dal co-fondatore dell'ARF Stepan Zorian (Sig. Rostom).
Gli azeri divennero sempre più sospettosi che Shahumyan, di etnia armena, stesse cospirando con il Dashnak contro di loro. Le unità della Divisione della cavalleria caucasica, composta da musulmani caucasici che avevano prestato servizio nell'esercito imperiale russo, così soprannominata come "Divisione Selvaggia", disarmarono una guarnigione filo-bolscevica a Lankaran, e gli insorti daghestani sotto l'Imam Najm ul-din Gotsinski guidarono i bolscevichi fuori da Petrovsk, interrompendo le comunicazioni terrestri di Baku con la Russia bolscevica. L'armistizio di Erzincan, seguito dal trattato di Brest-Litovsk firmato il 3 marzo 1918, formalizzò l'uscita della Russia dalla prima guerra mondiale. Secondo Richard G. Hovannisian, un allegato segreto al trattato di Brest-Litovsk obbligava i bolscevichi a smobilitare e dissolvere le bande etniche armene sui territori precedentemente sotto il controllo russo. Alla successiva Conferenza di pace di Trebisonda, la delegazione ottomana chiese una posizione unificata del Sejm prima che i negoziati potessero essere completati. I bolscevichi divennero sempre più preoccupati per l'emergente Federazione Transcaucasica e, nella situazione data, dovettero scegliere tra il Musavat e l'ARF nella lotta per dominare la più grande città della Transcaucasia. Così il Soviet di Baku fu coinvolto nella lotta nazionalistica tra gli azeri e gli armeni, cercando di utilizzare un popolo contro l'altro.
Poiché Baku produceva 7 milioni di tonnellate di petrolio all'anno (circa il 15% della produzione mondiale di petrolio), durante la prima guerra mondiale la città rimase nel mirino delle maggiori potenze belliche. Anche se la maggior parte dei giacimenti petroliferi erano di proprietà degli azeri e meno del 5% degli armeni, la maggior parte dei diritti di produzione e distribuzione a Baku erano di proprietà di investitori stranieri, principalmente britannici. All'inizio del 1918, la Germania trasferì il generale Friedrich Freiherr Kress von Kressenstein dalla campagna del Sinai e della Palestina per formare una spedizione tedesca nel Caucaso con l'obiettivo di conquistare Baku. In risposta, nel febbraio 1918, gli inglesi inviarono il generale Lionel Dunsterville con truppe a Baku attraverso Enzeli, al fine di bloccare il movimento tedesco e di proteggere gli investimenti britannici. Nel frattempo, i bolscevichi persero il controllo dei giacimenti petroliferi di Grozny alla fine del 1917 e Baku divenne la loro unica fonte di petrolio. Vladimir Lenin affermò in uno dei suoi discorsi che la Russia sovietica non poteva sopravvivere senza il petrolio di Baku.

### Demografia e gruppi armati

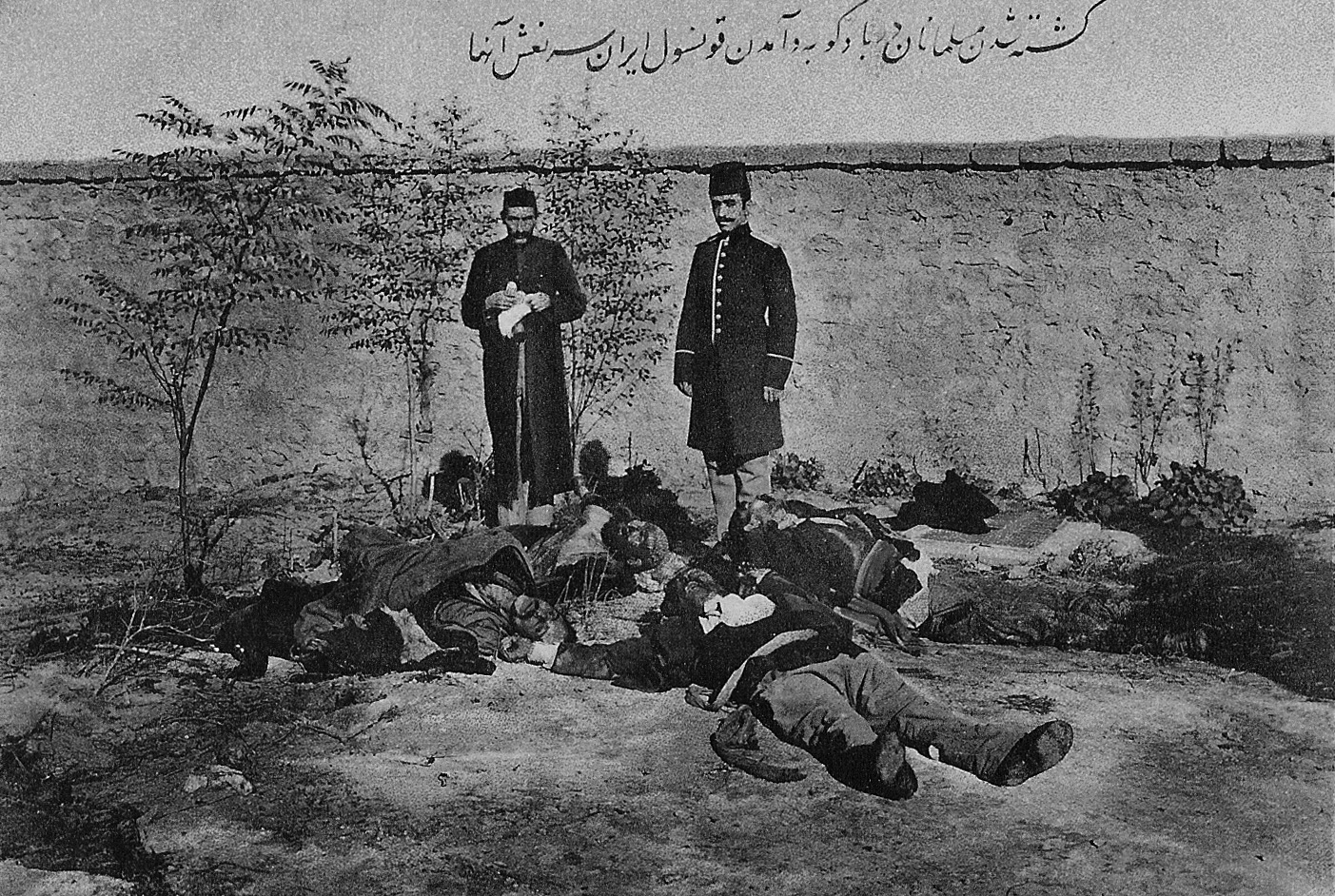
Cartolina dall'Iran. Il console iraniano MS Vezare-Maragai vicino alle vittime musulmane a Baku dopo i giorni di marzo.

Prima della prima guerra mondiale, la popolazione di Baku, compreso il promontorio di Bailoff, la Città Bianca, i giacimenti petroliferi e i villaggi vicini, ammontava a oltre 200 000, così distribuiti: 74 000 migranti temporanei da varie parti della Russia, 56 000 nativi azeri della città e del distretto, 25 000 armeni, 18 000 persiani, 6 000 ebrei, 4 000 tatari del Volga, 3 800 lezgini, 2 600 georgiani, 5 000 tedeschi, 1 500 polacchi e molte altre nazionalità con meno di 1 000 ciascuno. Gli azeri costituivano la maggioranza tra i nativi e possedevano la maggior parte delle terre, compresi i campi petroliferi. Costituivano anche la maggior parte della forza lavoro e della piccola classe commerciale, nonché alcuni posti commerciali e finanziari. L'industria petrolifera era in gran parte di proprietà di un piccolo numero di capitalisti stranieri.
Prima degli eventi di marzo del 1918, i principali gruppi armati a Baku erano costituiti da 6 000 uomini dai resti dell'esercito russo del Caucaso che si era ritirato dalla linea del fronte ottomano, e circa 4 000 uomini della milizia armena organizzata sotto l'ARF Dashnaktsutiun, con un numero imprecisato di soldati della divisione di cavalleria dei nativi caucasici si sciolse nel gennaio 1918.

## Eventi del 30 marzo - 2 aprile 1918

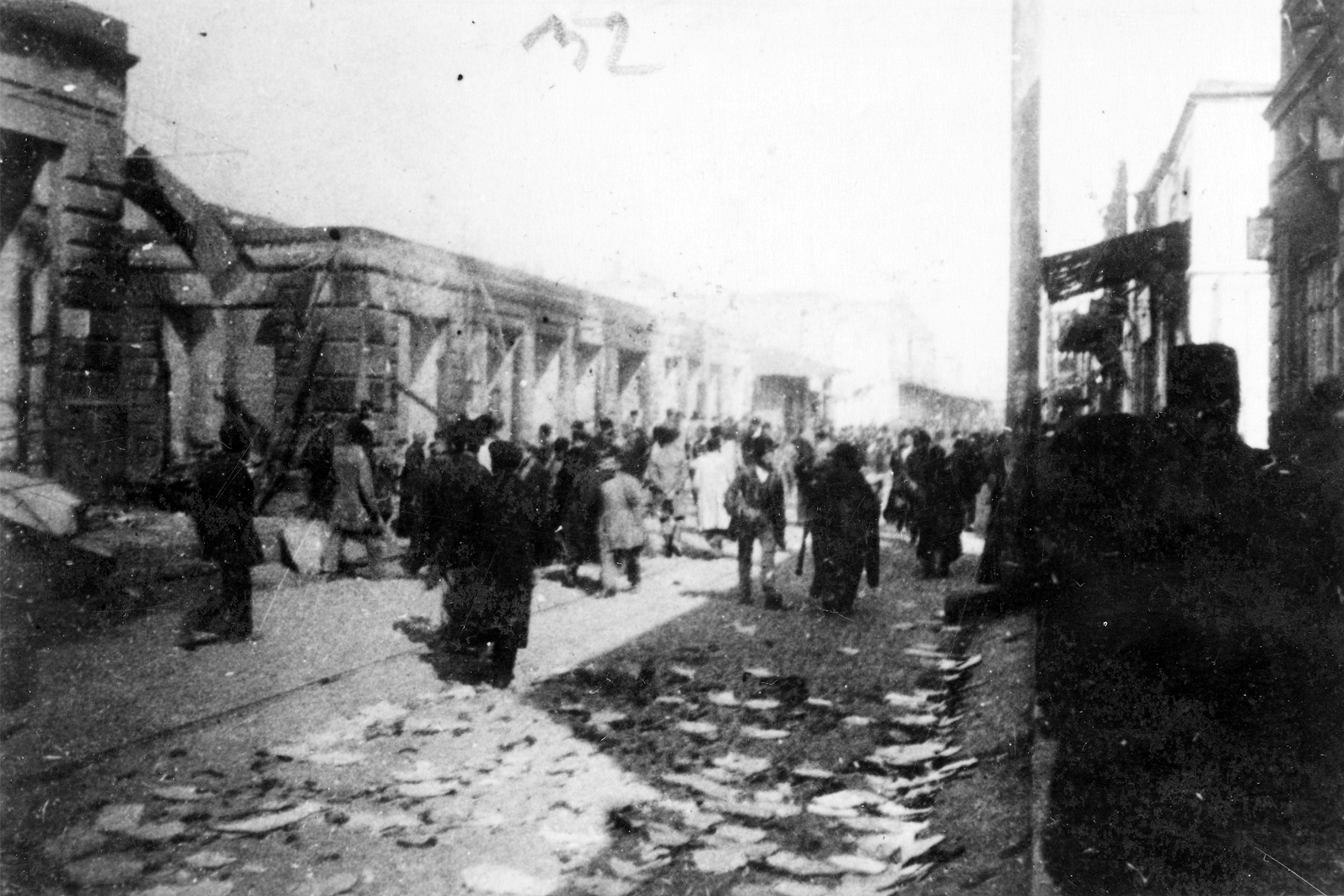
Bazarnaya Street (l'odierna Azerbaijan Avenue) durante i giorni di marzo del 1918.

Quando il 9 marzo 1918 il personale della divisione di cavalleria caucasica sciolta arrivò a Baku, il Soviet arrestò immediatamente il suo comandante, il generale Talyshinski. La mossa scatenò le proteste della popolazione azera, con occasionali appelli a offrire una resistenza armata al Soviet. Secondo lo storico Firuz Kazemzadeh, Shahumyan avrebbe potuto impedire lo spargimento di sangue, se fosse stato meno impulsivo e testardo. Solo pochi giorni prima Shahumyan aveva ricevuto un telegramma da Lenin, in cui gli veniva consigliato di "imparare la diplomazia", ma esso fu ignorato.
Lo scontro del marzo 1918 fu innescato da un incidente con il piroscafo Evelina. Il 27 marzo 1918, cinquanta ex militari della divisione di cavalleria nativa caucasica arrivarono a Baku su questa nave per partecipare al funerale del loro collega Mamed Tagiyev, figlio di un famoso magnate del petrolio e filantropo azero, Haji Zeynalabdin Taghiyev. M. Tagiyev era stato ucciso in uno scontro dalle forze russo-armene a Lankaran. Alcune fonti affermano che quando i soldati tornarono a bordo dell'Evelina per salpare da Baku il 30 marzo 1918, il Soviet ricevette informazioni che l'equipaggio musulmano della nave era armato e aspettava un segnale per ribellarsi. Mentre il rapporto mancava di fondamento, il Soviet agì su di esso, disarmando l'equipaggio che cercò di opporre resistenza. Altre fonti affermano che gli azeri erano allarmati dalla crescente forza militare degli armeni a Baku, e chiesero l'aiuto delle unità della divisione di cavalleria caucasica a Lankaran. Il loro arrivo causò grande preoccupazione sia tra i bolscevichi che tra gli armeni, e quando i funzionari vennero inviati al molo della città per cercare di scoprire quali fossero le loro intenzioni, furono respinti da colpi di arma da fuoco e molti di loro vennero uccisi. Alla fine i nuovi arrivati furono disarmati da una forza bolscevica più forte, ma quando più unità della divisione di cavalleria nativa caucasica arrivarono il 1º aprile, secondo le parole di MacDonell, "il calderone di Baku ribollì". Nessuno sa veramente chi abbia sparato il primo colpo, ma ben presto Baku divenne un campo di battaglia, con trincee e barricate che venivano frettolosamente preparate in tutta la città.

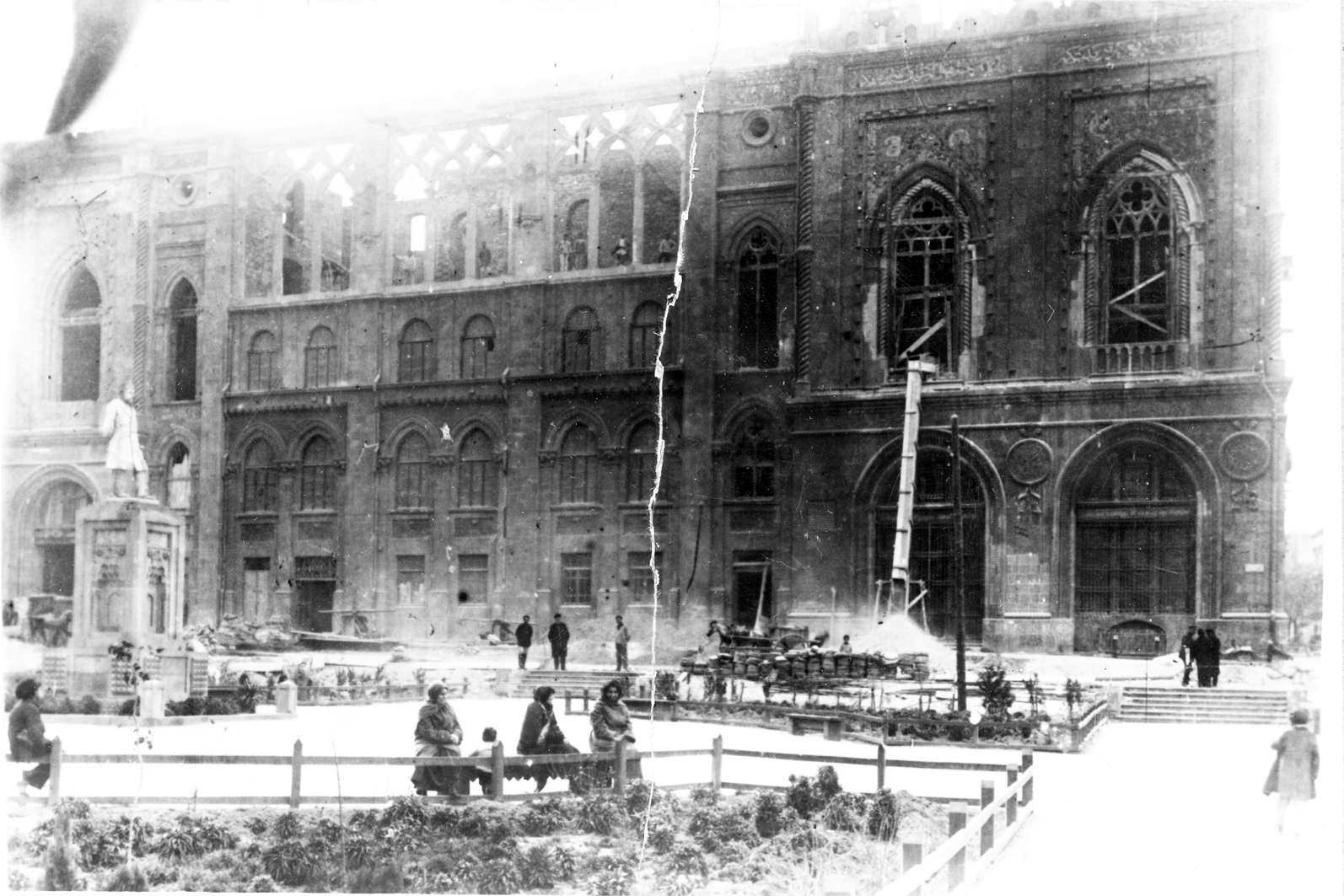
Edificio Ismailiyya

Entro le 18:00 del 30 marzo 1918, Baku era piena di combattimenti. La parte sovietica, guidata da Shahumyan, si rese conto che stava iniziando una piena guerra civile e le proprie forze erano insufficienti contro le masse azere guidate dal Musavat. Furono trovati alleati tra i menscevichi, i socialisti e i kadet (liberali di destra), che promisero di sostenere i bolscevichi come paladini della "causa russa". In risposta a questi, il quotidiano Achiq Söz del Musavat osservò che mentre bolscevichi e i menscevichi combattevano tutto l'anno, entrambi si univano contro il Musavat anche con i Kadet e il Dashnak. Il giornale attribuiva tale alleanza a fattori nazionali e concludeva che il tentativo del Soviet di provocare "una nazionalità contro un'altra, invece di combattere una guerra di classe, fu una tragica capitolazione della democrazia".
La mattina del 31 marzo, gli azeri contrari al disarmo bolscevico della divisione di cavalleria nativa caucasica protestarono a Baku, chiedendo di armare i musulmani. L'organizzazione bolscevica azera Hümmet tentò di mediare la disputa, proponendo che le armi prese dalla divisione di cavalleria nativa caucasica fossero trasferite alla custodia dell'Hümmet. Shahumyan accettò tale proposta, ma nel pomeriggio del 31 marzo, quando i rappresentanti musulmani apparvero davanti alla leadership sovietica di Baku per prendere le armi, in città si sentivano già degli spari e il commissario sovietico Prokofy Dzhaparidze si rifiitò di fornire le armi. Informò la leadership di Hümmet che il "Musavat aveva lanciato una guerra politica". I colloqui si interruppero bruscamente quando i soldati sovietici furono attaccati. I bolscevichi accusarono i musulmani di essere responsabili per l'incidente, interrompendo i negoziati e aprendo le ostilità. Più tardi Shahumyan ammise che i bolscevichi usarono deliberatamente un pretesto per attaccare i loro avversari politici:
Gli armeni inizialmente rimasero neutrali quando iniziò la ribellione musulmana contro il Soviet. Il partito Musavat propose un'alleanza con il Dashnak, ma che fu respinta. La leadership armena ritirò le sue forze nelle aree armene di Baku e limitò la sua azione all'autodifesa. La sera del 31 marzo, il fuoco delle mitragliatrici e dei fucili a Baku si intensificò in una battaglia a tutti gli effetti. La mattina del 1º aprile 1918, il Comitato di difesa rivoluzionaria del Soviet di Baku pubblicò un volantino che diceva:
Costretto a cercare sostegno dal Musavat musulmano o dall'armeno Dashnaktsutyun, Shahumyan, egli stesso un armeno, scelse quest'ultimo. Dopo i primi scontri per le strade, il Dashnak avviò un massacro, uccidendo elementi militari del Musavat e civili musulmani allo stesso modo senza pietà o discriminazione sia a Baku che nella campagna circostante. Ci sono descrizioni delle forze del Dashnak che intraprendono saccheggi, incendi e uccisioni nelle sezioni musulmane della città. Secondo Peter Hopkirk, "gli armeni, vedendo che finalmente avevano i loro antichi nemici in fuga, erano adesso in cerca di vendetta". Nei distretti di Balakhany e Ramany di Baku, la maggior parte dei lavoratori musulmani rimase al proprio posto ed evitò le battaglie, mentre i contadini non si spinsero ad unirsi ai ribelli antisovietici. I lavoratori persiani rimasero passivi durante tutti i combattimenti, rifiutandosi di prendere posizione. I leader musulmani di sinistra, compresi quelli di SR e del partito Hümmet, come Narimanov, Azizbekov, Bunyat Sardarov e Kazi-Magomed Aghasiyev, sostenevano le forze sovietiche. Durante le battaglie, i bolscevichi decisero di usare l'artiglieria contro i quartieri residenziali azeri della città.
Nel pomeriggio del 1º aprile, una delegazione musulmana arrivò all'Hotel Astoria. Il Comitato di difesa rivoluzionaria presentò loro un ultimatum chiedendo ai rappresentanti di tutti i partiti musulmani di firmare il documento prima che i bombardamenti cessassero. Nella prima serata vennero firmati gli accordi e il bombardamento fu interrotto. I combattimenti non si placarono, tuttavia, fino alla notte del 2 aprile 1918, quando migliaia di musulmani iniziarono a lasciare la città in un esodo di massa. Entro il quinto giorno, sebbene gran parte della città fosse ancora in fiamme, tutta la resistenza era cessata, lasciando le strade disseminate di morti e feriti, quasi tutti musulmani. Così il conflitto armato tra il Musavat e le forze congiunte Soviet-ARF terminò il 3 aprile 1918 con la vittoria di queste ultime.

Città di Baku
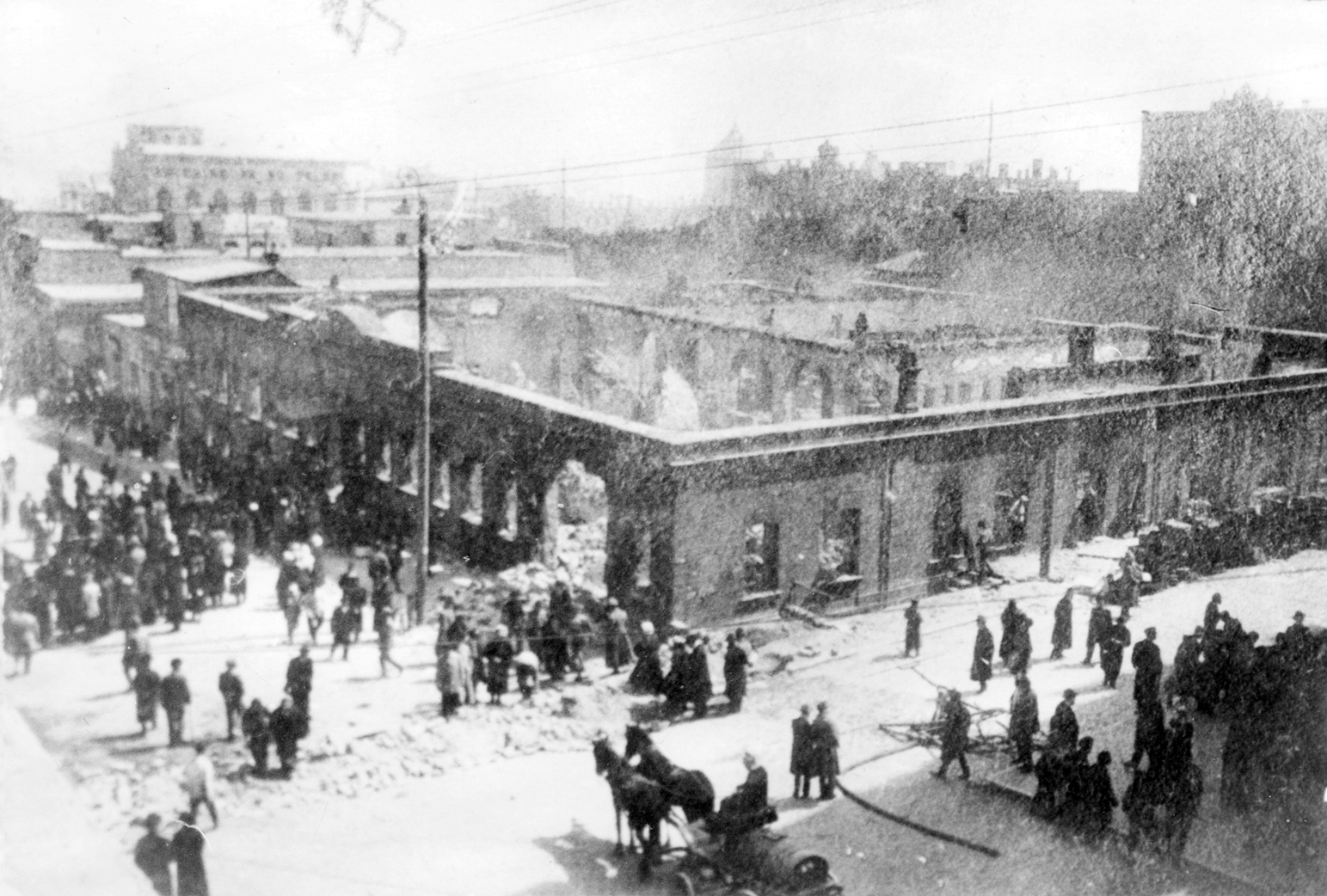
Rovine della redazione del quotidiano Kaspi in via Nikolayevskaya (l'attuale via Istiglaliyyat)
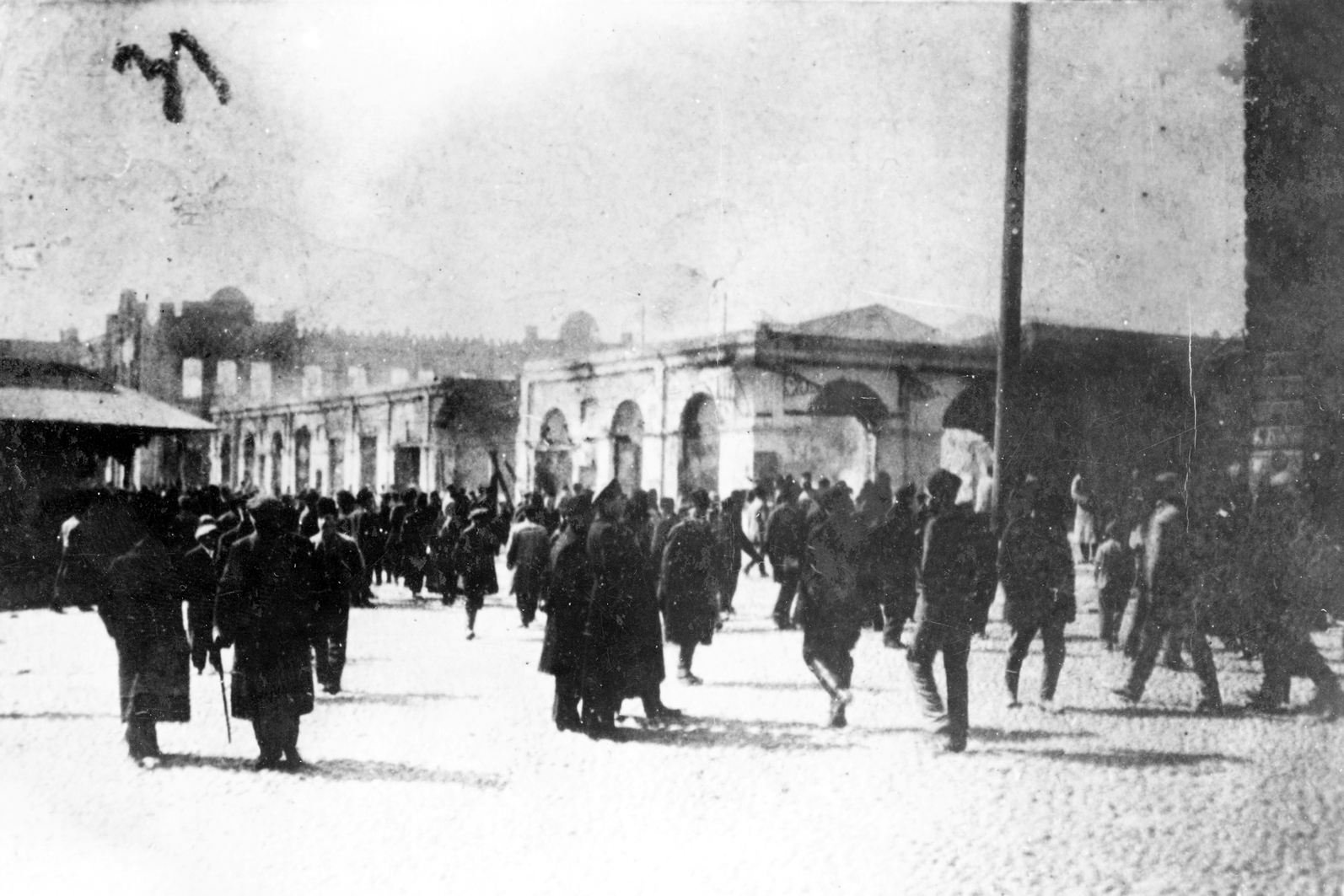
Via Gubernskaya (l'attuale via Nizami)
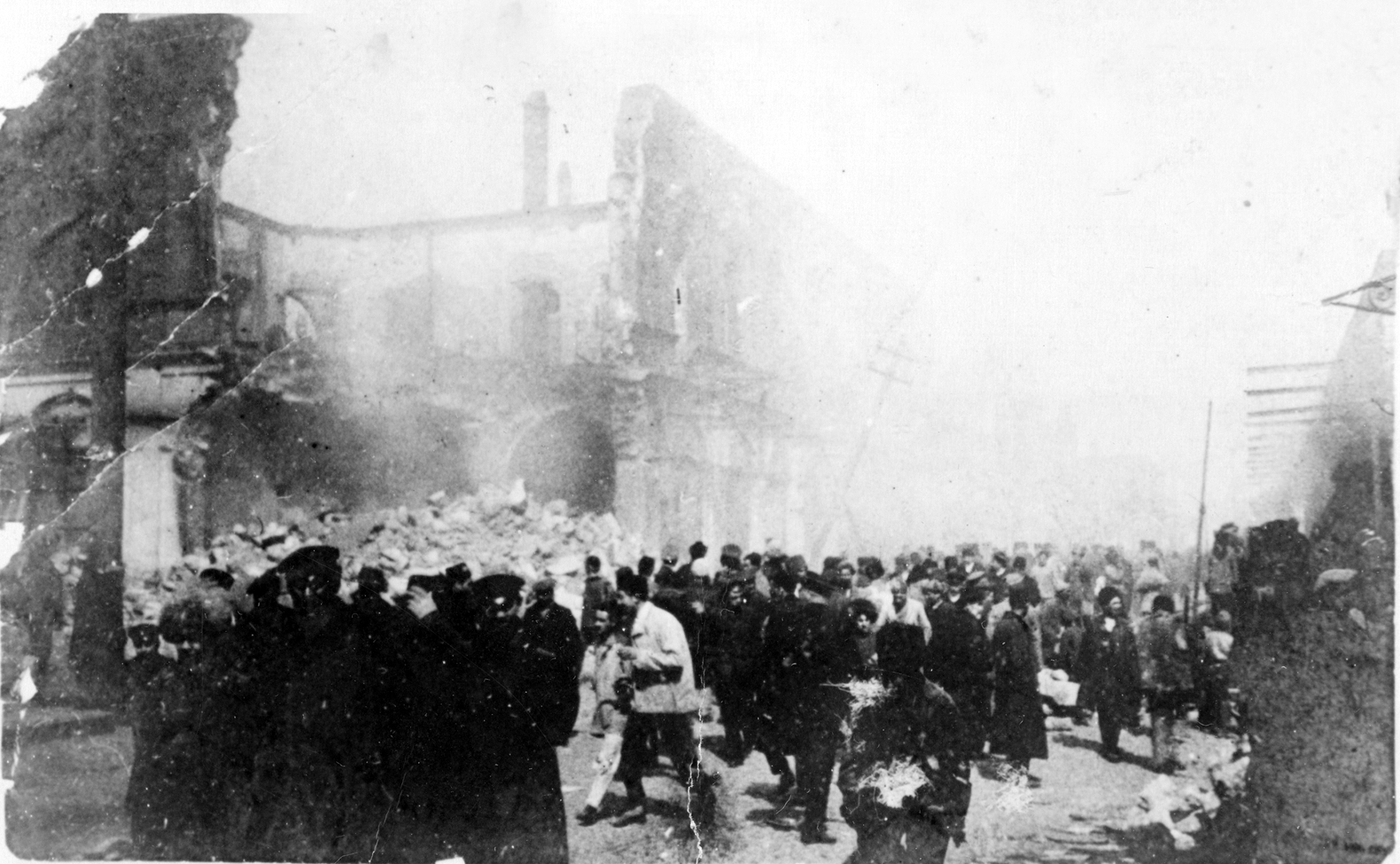
Via Bazarnaya
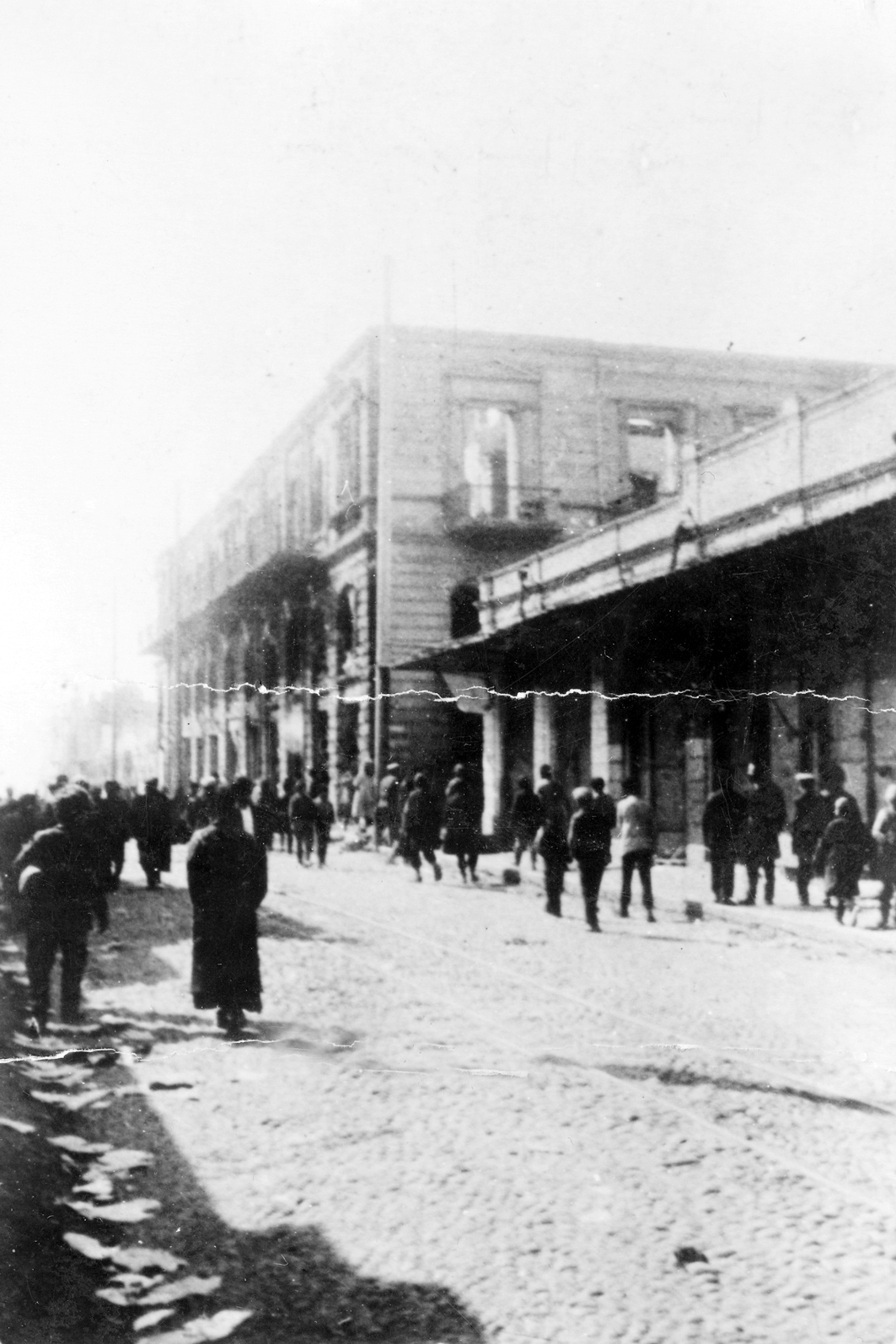
Via Pochtovaya (l'attuale via Taghizadeh)

## Vittime

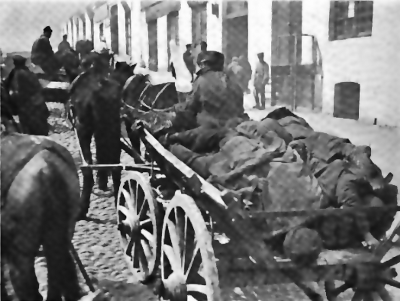
Rimozione delle vittime dalle strade

Il dispaccio del New York Times del maggio 1918 affermava che "2 000 furono uccisi e 3 000 feriti nella lotta tra russi e musulmani". La pubblicazione successiva del 1919 da parte del New York Times riportò, presumibilmente citando funzionari azeri, che 12 000 persone furono uccise durante i giorni di marzo del 1918. La stessa pubblicazione scrisse che, secondo i rappresentanti azeri, i bolscevichi schiacciarono i musulmani con l'assistenza degli armeni che volevano "spazzare via i vecchi nemici e impadronirsi delle loro terre". Le edizioni del New York Times post-1920 usavano la stessa cifra di 12 000 vittime, come molti storici.
Il leader del Soviet di Baku, Stepan Shahumyan, affermò che furono uccisi più di 3 000 persone in due giorni da entrambe le parti. Tuttavia, nel suo articolo dell'ottobre 1918 per l'Armenian Herald, pubblicazione della Armenian National Union of America con sede a Boston, uno dei leader di spicco dell'ARF, Karekin Pastermadjian, affermò che oltre 10 000 azeri e quasi 2 500 armeni furono uccisi durante i giorni di marzo di 1918.

## Conseguenze

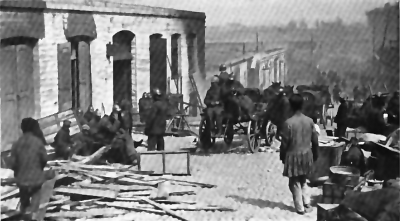
Le conseguenze nel quartiere azero

All'indomani dei giorni di marzo, molti dei sopravvissuti musulmani fuggirono a Elisabethpol (Gäncä) nell'Azerbaigian centrale. Mentre il Comitato esecutivo temporaneo dei Consigli nazionali musulmani e il Musavat cessarono le loro attività nel territorio del Governatorato di Baku, i gruppi politici azeri di sinistra, come gli SR e Hümmet, beneficarono degli sviluppi e divennero leader della Comunità azera a Baku. L'Ufficio socialista musulmano fece appello al Comitato di difesa rivoluzionaria per porre rimedio ad alcune delle lamentele di alcuni musulmani.
Il 13 aprile 1918, pochi giorni dopo i massacri, i bolscevichi sotto la guida di Stepan Shahumyan, proclamarono la Comune di Baku. Questo nuovo corpo tentò di nazionalizzare i giacimenti petroliferi di Baku, attirando l'ira degli inglesi, e formò l'"Armata Rossa di Baku", una forza indisciplinata e mal gestita composta in gran parte da reclute etniche armene. Sebbene la maggioranza dei Commissari (i leader della Comune di Baku) fossero di etnia armena, due di loro erano rivoluzionari di etnia azera, Meshadi Azizbekov e Mir Hasan Vazirov. Tuttavia, nella concezione azera, la Comune di Baku simboleggiava la collusione bolscevica-armena nata dal bagno di sangue dei Giorni di Marzo.
I Giorni di Marzo del 1918 ebbero anche un profondo effetto sulla formulazione degli obiettivi politici azeri. Se in precedenza i leader azeri avevano cercato solo l'autonomia all'interno del dominio russo, dopo i massacri perpetrati dai bolscevichi a Baku, non credevano più nella rivoluzione russa e si rivolsero agli ottomani per ottenere il supporto per raggiungere la totale indipendenza. Pertanto, quando la Repubblica Democratica di Azerbaigian fu proclamata il 28 maggio 1918, il suo governo inviò immediatamente una delegazione a Istanbul per discutere la possibilità di un sostegno militare ottomano per la giovane repubblica. Il triumviro ottomano, Enver Pasha, accettò le richieste azere e incaricò suo fratello, Nuru Pasha, di formare un'unità militare ottomana, nota come Esercito islamico del Caucaso, per riconquistare Baku. Quando nel luglio 1918 la forza ottomano-azera sconfisse l'"Armata Rossa di Baku" in diverse battaglie chiave nell'Azerbaigian centrale, il potere bolscevico a Baku iniziò a sgretolarsi sotto la pressione dei socialisti rivoluzionari russi, del Dashnak e degli agenti britannici in città. Il 1º agosto 1918, la Comune di Baku fu sostituita dalla Dittatura Centrocaspiana, che invitò disperatamente in città una forza di spedizione britannica di 1000 uomini guidata dal generale Lionel Dunsterville. Ciò si rivelò uno sforzo inutile e, di fronte a una travolgente offensiva ottomano-azera, la Dunsterforce fuggì e l'Esercito islamico del Caucaso entrò nella capitale azera il 15 settembre 1918.
I Giorni di Marzo portarono alla ribalta le tensioni di fondo tra armeni e azeri. Meno di sei mesi dopo i massacri di marzo, quando le forze ottomane-azere entrarono a Baku, la città cadde nel caos e quasi 10 000 armeni furono massacrati. Una commissione speciale formata dal Consiglio nazionale armeno (ANC) riportò un totale di 8 988 armeni di etnia armena massacrati, tra i quali 5 248 abitanti armeni di Baku, 1 500 rifugiati armeni da altre parti del Caucaso che si trovavano a Baku e 2 240 armeni i cui cadaveri furono trovati nelle strade ma le cui identità non furono mai state stabilite. Sebbene queste cifre siano state raccolte dal Consiglio nazionale armeno e siano state messe in discussione da alcuni, data la portata generale degli eventi, era improbabile che fossero molto esagerate.
Mentre cercavano di fuggire da Baku durante l'offensiva ottomano-azera, i commissari bolscevichi di Baku furono portati in nave attraverso il Caspio a Krasnovodsk, dove furono imprigionati dal governo social-rivoluzionario transcaspiano, con il presunto sostegno dei britannici. Pochi giorni dopo, il 20 settembre 1918, tra le stazioni di Pereval e Akhcha-Kuyma sulla ferrovia transcaspica, 26 dei commissari furono giustiziati dal plotone di esecuzione.

## Analisi e interpretazioni
Secondo Michael Smith, i musulmani affrontarono una schiacciante sconfitta per mano del Soviet di Baku, seguita da una "brutalità sfrenata delle forze di Dashnak". All'indomani dei tragici eventi, il Musavat usò l'evento per promuovere una memoria nazionale del dolore, e il suo leader Məhəmməd Rasulzade fornì un'analisi che sembra riflettere l'essenza dei racconti dei testimoni. Dal punto di vista di Rasulzade, i bolscevichi e i loro sostenitori cercarono a lungo di diminuire l'influenza del Musavat tra le masse azere, e le élite musulmane si sentirono frustrate e impotenti di fronte a tale pressione. I Giorni di Marzo furono il culmine violento di questo assalto del bolscevismo russo contro l'impreparato popolo azero.

### Posizione azera

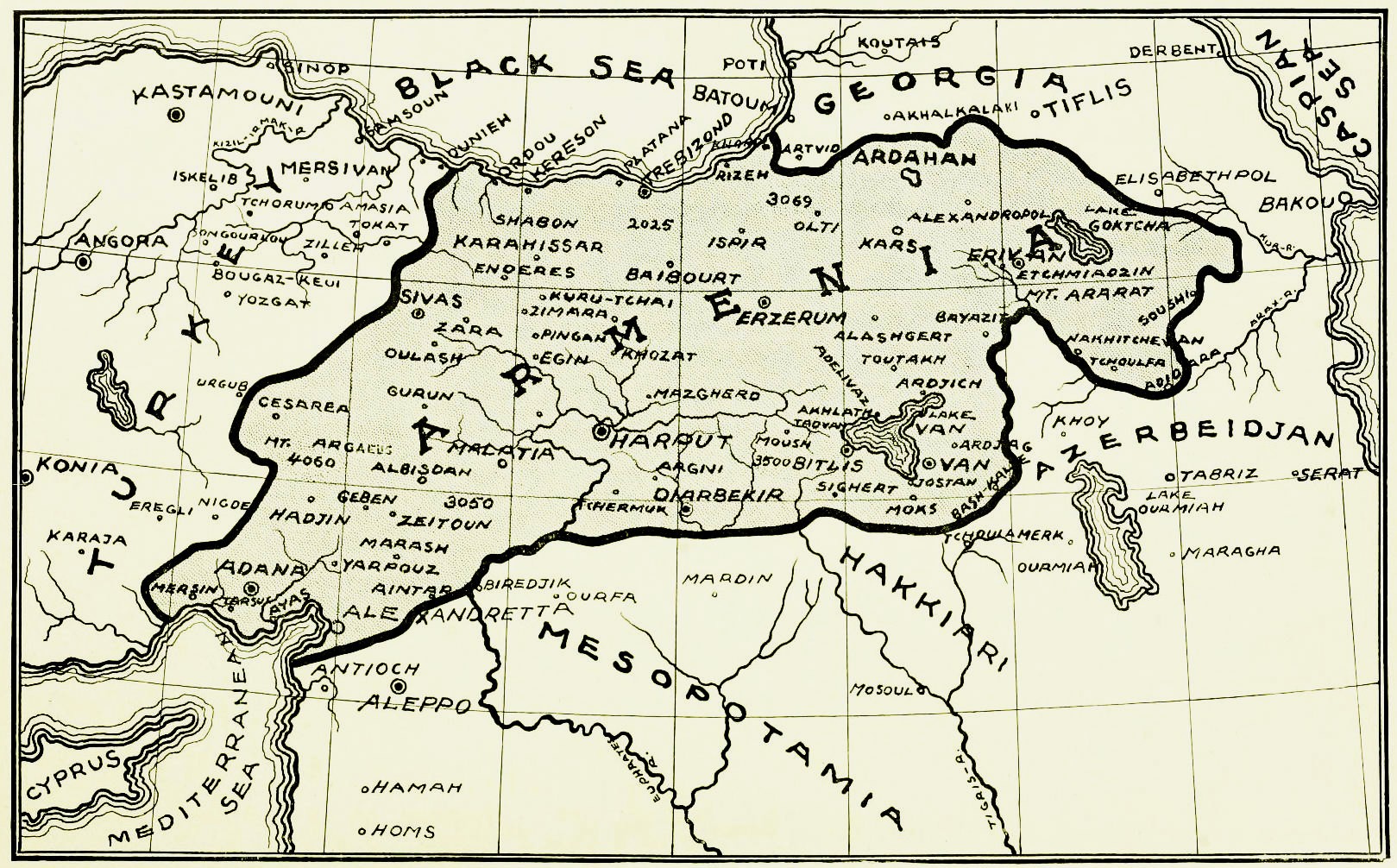
Fonti azere affermano che l'idea di una "Grande Armenia" è stata usata per "giustificare" i tentativi di creare la comune di Baku in terra azera.

Il leader del Musavat Mammed Amin Rasulzade dichiarò in merito ai Giorni di Marzo:
Nell'Azerbaigian sovietico, i resoconti storici dei Giorni di Marzo furono redatti per sostenere le azioni del Soviet di Baku e per condannare il Musavat come il colpevole della tragedia. La storiografia sovietica cercò anche di sopprimere la memoria dei massacri del 1918 e omise il fatto che i bolscevichi usassero il confronto etnico armeno-azero per ottenere il potere. Tuttavia, nel 1978, l'allora leader dell'Azerbaigian sovietico, Heydar Aliyev ricordò gli eventi di marzo dimenticati nel suo discorso dedicato al 100º anniversario della nascita di Stepan Shahumyan come segue:
Esattamente vent'anni dopo, in qualità di presidente dell'Azerbaigian indipendente, Heydar Aliyev promulgò un decreto che condannava i Giorni di Marzo come l'inizio del genocidio azero. Il testo del decreto presidenziale del 1998 descrive gli eventi di marzo come segue:

### Posizione sovietica
Il Comitato di Difesa Rivoluzionaria del Soviet di Baku emise un proclama all'inizio di aprile spiegando gli eventi e le loro cause. La dichiarazione rivendicava un carattere antisovietico della ribellione e imputava il Musavat e la sua leadership per gli eventi. La dichiarazione del Soviet affermava che c'era una cospirazione accuratamente predisposta dal Musavat per rovesciare il Soviet di Baku e per stabilire il proprio regime:

Shahumian considerava gli eventi di marzo un trionfo del potere sovietico nel Caucaso:
Secondo lo storico americano Tadeusz Swietochowski, "nel suo entusiasmo, Shahumyan potrebbe non aver ricordato che nel 1905 fu lui stesso ad aver accusato lo zarismo di raccogliere i frutti dei massacri armeno-musulmani.
Iosif Stalin, che all'epoca era commissario del popolo bolscevico, cercò di giustificare la provocazione delle Giornate di Marzo da parte del Soviet di Baku sul giornale "Pravda":
Mentre il centro dei musulmani, Baku, la cittadella del potere sovietico nella Transcaucasia, unificava attorno a sé l'intera Transcaucasia orientale, da Lankaran e Kuba fino a Elizavetpol, con le braccia in mano rivendicava i diritti del popolo della Transcaucasia, che tenta con tutte le forze di mantenere un collegamento con la Russia sovietica.
Victor Serge nell'Anno uno (Primo Anno) della Rivoluzione Russa: "Il Soviet a Baku, guidato da Shahumyan, nel frattempo si stava rendendo il sovrano dell'area, discretamente ma inequivocabilmente. Dopo la rivolta musulmana del 18 (30) marzo, dovette introdurre una dittatura. Questa rivolta, istigata dal Musavat, mise la popolazione tartara e turca, guidata dalla loro borghesia reazionaria, contro il soviet, che consisteva di russi con il sostegno degli armeni. Gli opposti iniziarono a massacrarsi a vicenda per strada. La maggior parte dei lavoratori portuali turchi (l'ambal) rimase neutrale o sostenne i rossi. Lo scontro è stato vinto dai sovietici".

### Posizione armena
La visione armena degli eventi del marzo 1918 è stata documentata in una lettera scritta dall'arcivescovo Bagrat alla missione americana a Baku. La lettera iniziava con l'accusa che non ci si poteva fidare degli azeri, essendo i discepoli dei turchi e dei tedeschi. Avendo così eliminato la versione azera degli eventi, Bagrat ha dichiarato che la battaglia era stata condotta dal Musavat e dal Soviet, mentre gli armeni rimanevano neutrali. L'Arcivescovo ha affermato che alcuni soldati armeni hanno preso parte ai combattimenti, ma che si trattava solo di individui isolati per i quali il Consiglio nazionale armeno non poteva essere ritenuto responsabile. Ha anche affermato che gli armeni hanno dato rifugio a circa 20 000 musulmani durante la lotta.
Gli armeni erano stati infiammati dalla vista e dalle storie pietose di diverse centinaia di migliaia di profughi che erano riusciti a raggiungere la Transcaucasia, fuggendo davanti all'esercito ottomano. Di conseguenza, quando l'esercito russo si sciolse, gli armeni conservarono la loro disciplina contro tutti i tentativi dei bolscevichi e furono l'unica forza su cui gli alleati potevano contare nell'Asia sud-occidentale durante l'ultimo anno di guerra. I due milioni di armeni della Transcaucasia, aumentati di diverse centinaia di migliaia di profughi dall'Impero ottomano, persistettero nella loro fedeltà alla Russia fino a quando il Trattato di Brest-Litovsk li consegnò all'Impero ottomano. Poi si mossero per formare il proprio stato, che riuscì a mantenersi durante il periodo di anarchia e carestia che il bolscevismo portò all'impero russo. Alla Conferenza di pace, parlando davanti al Consiglio dei Dieci, M. Aharonian, delegato della Prima Repubblica di Armenia, ha dichiarato che i due milioni e mezzo di armeni in Transcaucasia volevano fare fortuna con gli armeni dell'Impero ottomano per formare una Grande Armenia. Secondo Michael P. Croissant, l'ARF si proponeva di vendicarsi della persecuzione e del genocidio subito dagli armeni per mano degli ottomani, mentre Tadeusz Swietochowski afferma che "gli storici armeni non offrono una spiegazione per i calcoli politici dietro questa mossa, che doveva comportare una terribile punizione, e alludono piuttosto a uno scoppio emotivo incontrollabile".

### Altre posizioni
Secondo Firuz Kazemzadeh, il Soviet provocò gli eventi di marzo per eliminare il suo più formidabile rivale: il Musavat. Tuttavia, quando i leader sovietici si rivolsero all'ARF per chiedere assistenza contro i nazionalisti azeri, il conflitto dgenerò in un massacro con gli armeni che uccidevano i musulmani indipendentemente dalle loro affiliazioni politiche o dalla posizione sociale ed economica.
A seguito di un'indagine, il servizio scientifico del Bundestag tedesco è giunto alla conclusione che, nella letteratura specialistica e nel giornalismo, ci sono resoconti diversi di eventi, incidenti e vittime, il che rende difficile un resoconto affidabile.
Riconoscimento internazionale
Il 27 marzo 2012, il Senato dello Stato di New York ha adottato la prima risoluzione legislativa J3784-2011 proclamando il 31 marzo 2012 "Giornata della memoria azera" e ha descritto i Giorni di Marzo come il genocidio "commesso dai membri del partito armeno Dashnak con i bolscevichi contro gli azeri". La risoluzione è stata presentata dal Senatore di Stato James Alesi su iniziativa dei membri dell'Azerbaijan Society of America e del Consiglio azero-americano.
Il 31 dicembre 2010, il governatore Jim Gibbons dello Stato americano del Nevada ha proclamato il 31 marzo come Giorno della Memoria dei massacri del 1918 di civili azeri in quello che è diventato il primo riconoscimento di questo tipo da parte di un'istituzione governativa degli Stati Uniti.

## Commemorazione
Il 18 settembre 2013, il presidente dell'Azerbaigian Ilham Aliyev ha inaugurato il Complesso Memoriale del Genocidio di Guba dedicato alle vittime delle Giornate di marzo.
Nell'ottobre 2013, la delegazione del Senato francese, guidata dalla senatrice Nathalie Goulet, ha deposto un fiore davanti al monumento e ha commemorato la memoria delle vittime del massacro.